# مهدي أباد (قنبد قابوس)
مهدي أباد (بالفارسية: مهدی‌آباد) هي قرية تقع في غلستان في إيران. يقدر عدد سكانها بـ 700 نسمة .